# Kỹ thuật gắn vây cho mũi tên

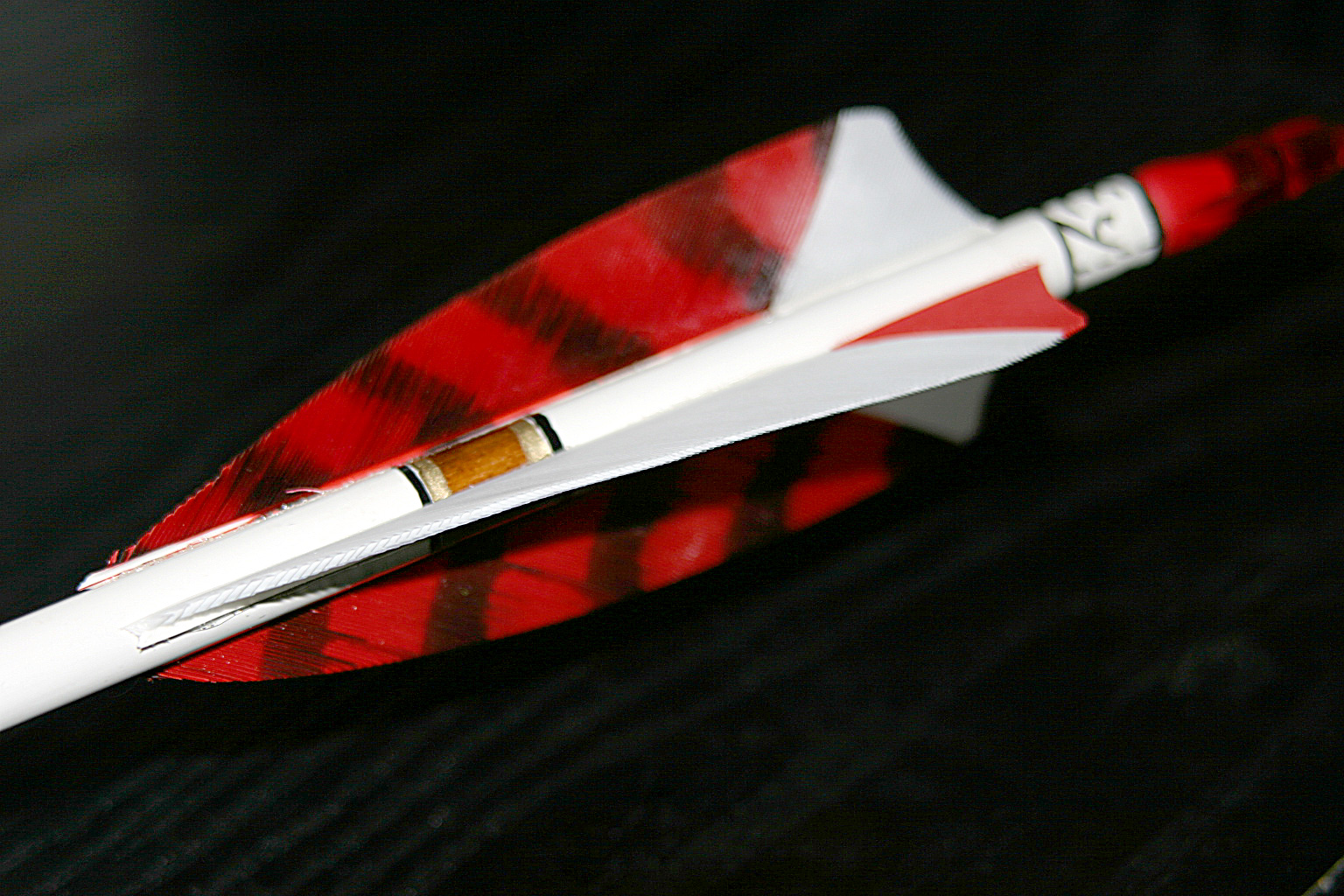
Vây mũi tên.

Kỹ thuật gắn vây cho mũi tên (tiếng Anh: fletching) là kỹ thuật gắn thiết bị ổn định khí động học dạng hình vây cho mũi tên hay phi tiêu, thường dùng vật liệu bán dẻo nhẹ như lông chim hoặc vỏ cây. Người thợ kiếm sống bằng kỹ thuật này gọi là thợ gắn vây tên.